# Notiomaso shackletoni
Espèce
Notiomaso shackletoni est une espèce d'araignées aranéomorphes de la famille des Linyphiidae.

## Distribution
Cette espèce est endémique des îles Malouines.

## Description
Le mâle holotype mesure 2,93 mm et la femelle paratype 2,47 mm.

## Étymologie
Cette espèce est nommée en l'honneur d'Ernest Shackleton.

## Publication originale
- Lavery & Snazell, 2013 : The spiders of the Falkland Islands 1: Erigoninae (Araneae, Linyphiidae). Bulletin of the British Arachnological Society, vol. 16, no 2, p. 37-60.